# Шульце-Бойзен, Либертас
Либертас Шульце-Бойзен (нем. Libertas Schulze Boysen), урождённая Либертас Виктория Хаас-Хайе (нем. Libertas Viktoria Haas-Heye; 20 ноября 1913 года, Париж, Третья французская республика — 22 декабря 1942 года, Берлин, Третий рейх) — писательница, кинокритик, антифашистка, участница движения Сопротивления во время Второй мировой войны. Внучка германского дипломата Филиппа цу Эйленбурга.

## Биография
Либертас Виктория Хаас-Хайе — младшая из троих детей в семье университетского профессора Людвига Отто Хаас-Хайе (1879—1959) и Виктории Ады Астрид Агнессы, принцессы Эйленбургской и Гертефельдской, графини Сандельс (1886—1967). Родители поженились 12 мая 1909 года в Либенберге, и затем некоторое время жили в Лондоне и Париже. У Либертас были старшие сестра и брат: Оттора Мария (родилась 13 февраля 1910 года в Гармиш-Партенкирхене) и Иоганн (родился 16 марта 1912 года в Лондоне).
Мать, которую в семье звали «Тора», происходила из старинного прусского дворянского рода. Она была самой младшей из восьми детей прусского дипломата Филиппа цу Эйленбурга (1847—1921) и его шведской жены Августы, графини Сандельс (1853—1941). Когда Либертас было восемь лет, родители развелись. Она провела часть своего детства в Либенбергском дворце, имении Эйленбургов под Берлином
С 1922 года училась в школе в Берлине и жила с отцом в апартаментах Музея декоративного искусства на Принц-Альбрехт-штрассе. В длинных коридорах этого здания, ставшего в 1933 году штаб-квартирой гестапо, она играла с братом, сестрой и другими детьми. Особой заботой её окружила учитель рисования Валери Вольфенштайн, с которой Либертас провела лето 1924 года в Швейцарии. В 1926—1932 годах обучалась в средней школе для девочек в Цюрихе. После окончания средней школы и пребывания в Великобритании, в 1933 году поступила на работу пресс-секретарём в берлинский офис кинокомпании Metro-Goldwyn-Mayer. В марте 1933 года вступила в НСДАП.
В 1935 году Либертас в качестве добровольца занималась работой с девушками в Глиндове, в Потсдаме. С начала 1930-х годов писала рецензии на кинофильмы, в которых можно обнаружить значительное влияние нацистской идеологии. В 1934 году познакомилась с Харро Шульце-Бойзеном, 16 июля 1936 года вышла за него замуж в Либенберге. В начале 1937 года вышла из состава НСДАП. В это же время в соавторстве с Гюнтером Вайзенборном написала пьесу Die Guten Feinde («Добрые враги»). С 1940 года работала кинокритиком, получила доступ к документальным материалам в Имперском министерстве пропаганды, свидетельствовавшим о военных преступлениях нацистов. Поддерживала мужа в поисках единомышленников в борьбе с нацистским режимом.
Летом 1942 года вместе с Александром Шпёрлем подобрала кадры из документальной хроники, демонстрировавшей преступления нацистов на Восточном фронте. Эта информация стала отправной точкой для создания антинацистского буклета.

### Арест и казнь
В конце октября 1941 года получила звонок из Брюсселя от посредника советской военной разведки с просьбой связать его со своим мужем. Тайная государственная полиция Гестапо вышла на след борцов Сопротивления летом 1942 года, и 31 августа 1942 года её муж Харро Шульце-Бойзен был арестован. Либертас предупредила товарищей и уничтожила все уличающие документы, однако 8 сентября 1942 года была арестована. Находясь в тюрьме, она написала ряд замечательных писем и стихов своей матери.
19 декабря 1942 года Имперский военный трибунал признал Либертас и Харро Шульце-Бойзенов виновными в государственной измене и приговорил обоих к смертной казни. 22 декабря 1942 года в тюрьме Плёцензее в Берлине Либертас Шульце-Бойзен была гильотинирована нацистами, а Харро Шульце-Бойзен был повешен.

### Память

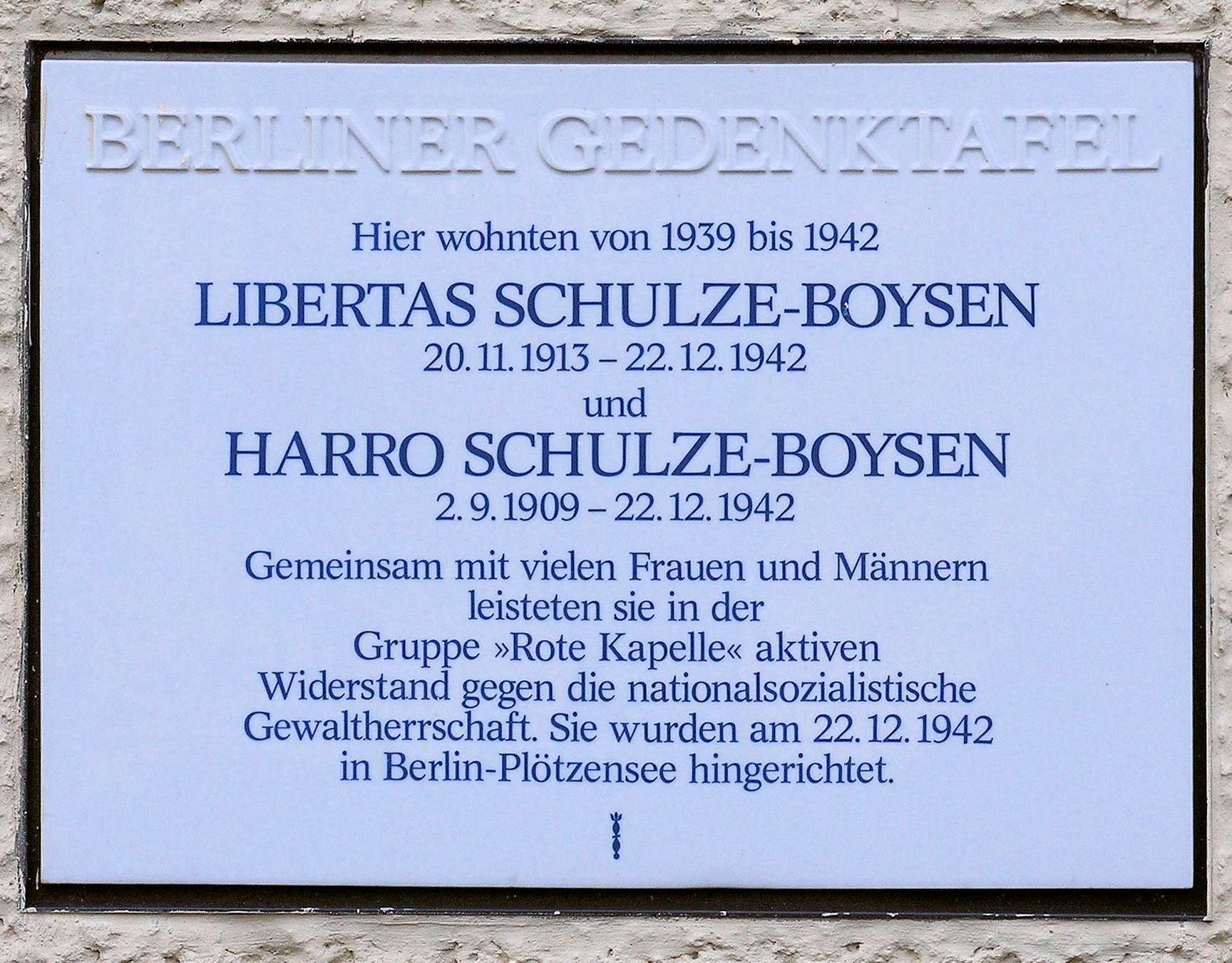
Мемориальная доска супругам Шульце-Бойзен в Берлине

Её друг и соратник Александр Шпёрль в 1950 году посвятил Либертас Шульце-Бойзен роман Memoiren eines mittelmäßigen Schülers («Воспоминания посредственного школьника»). В 1972 году в память супругов-антифашистов была названа улица в берлинском районе Лихтенберг. Капелла Либертас в замке Либенберг также посвящена ей. На фасаде их берлинского дома, их последнем месте жительства перед арестом, установлена мемориальная доска.
В 1971 году в фильме «Красная капелла» роль разведчицы исполнила Ютта Ваховяк.
В 2022 году в сериале «Начальник разведки» роль разведчицы исполнила Серафима Герцева.
Племянница Либертас Хаас-Хайе, герцогиня Мальборо (родилась в 1943 году), была названа в её честь — Дагмара Розита Астрид Либертас.